# Flachau, Salzburg
Flachau este o comună în districtul St. Johann im Pongau, landul Salzburg, Austria. Localitatea se află la altitudinea de 920 m deasupra n.m. într-o regiune unde se practică schiul alpin. Flachau ocupă o suprafață de 117,2 km², și avea în anul 2010, 2.639 loc.

## Localități
aparținătoare
Feuersang, Flachau, Höch, Reitdorf și Flachauwinkl.
vecine
Altenmarkt, Eben, Hüttau, Wagrain, Kleinarl, Untertauern, Zederhaus și Tweng.

## Istoric
Flachau a fost până în secolul XIX în Pongau un centru metalurgic. Azi mai amintesc numai câteva ruine rămase din clădirile vechi. Actual turismul este o ramură economică importantă a localității.

## Personalități marcante
- Kaspar Steger, căpitan (1780 - † 1858)
- Hermann Maier (n. 1972), campion mondial olimpic și mondial la schi alpin